# Holcotetrastichus rhosaces
Holcotetrastichus rhosaces är en stekelart som först beskrevs av Walker 1839.  Holcotetrastichus rhosaces ingår i släktet Holcotetrastichus och familjen finglanssteklar. Arten är reproducerande i Sverige. Inga underarter finns listade i Catalogue of Life.